# French Tech

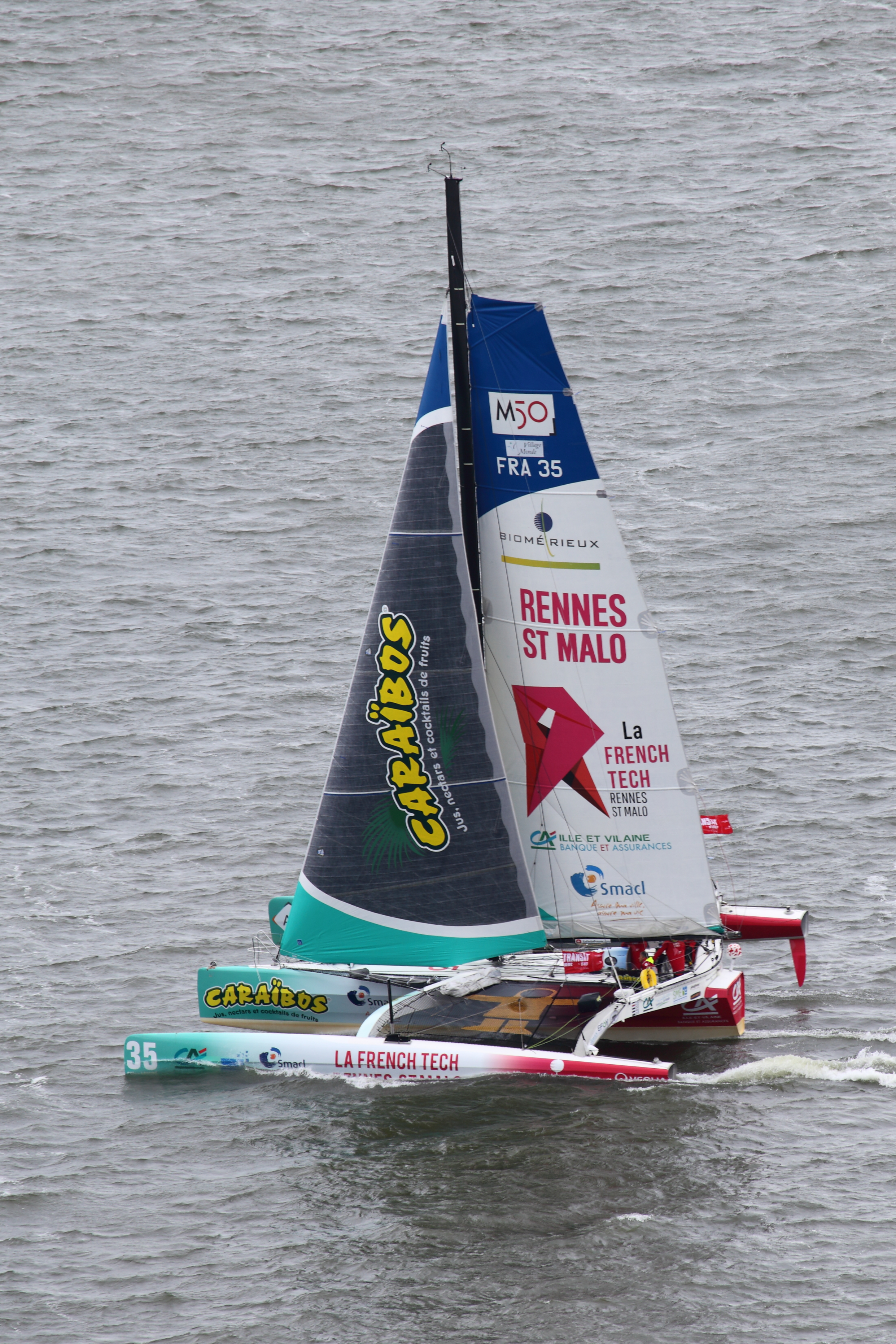
French Tech

French Tech és un segell francès adjudicat a centres metropolitans reconeguts pel seu ecosistema d'empreses d'inici, així com una marca comuna que pot ser utilitzada per empreses innovadores franceses.
French Tech pretén, en particular, donar una forta identitat visual a les iniciatives franceses, així com encoratjar els intercanvis entre ells.
Aquesta etiqueta va ser creada el 2013 pel govern francès.